# Hendrik Thierry
Hendrik Thierry (Den Haag, 5 februari 1902 - Amstelveen, 1976) was een Nederlands bedrijfseconoom, bedrijfskundige en hoogleraar economie aan de Vrije Universiteit Amsterdam.
Thierry was een specialist op het gebied van pensioen- en spaarfondsen en levensverzekeringen, en had in 1930 een van de eerste proefschriften op dit gebied geschreven.
Op latere leeftijd, in 1965, heeft Thierry met Jacob Louis Mey in afzonderlijke presentaties de systeemtheorie in de Nederlandse bedrijfseconomische organisatie-literatuur geïntroduceerd.

## Levensloop
Thierry werd geboren in 1902 in Den Haag. In 1930 op achtentwintigjarige leeftijd promoveerde hij aan de Nederlandsche Handelshoogeschool in Rotterdam op het proefschrift "Pensioenvoorziening in het particulier bedrijf" onder het rectoraat van Hendrik Rudolph Ribbius. Later in 1952 publiceerde hij over dit onderwerp ook zijn eerste boek getiteld "Pensioen- en spaarfondsen in de private sector van het economisch leven".
In 1947 begon hij als privaatdocent aan de Nederlandsche Handelshoogeschool in Rotterdam met een openbare les over "Algemene economie en bedrijfseconomie". In 1953 werd hij hoogleraar Economie aan de Vrije Universiteit Amsterdam, waarbij hij een oratie hield over "De bedrijfseconomie en de mens". In de opvolgende twee decennia was hij samen met Freek van Muiswinkel verantwoordelijk voor het onderwijs in de bedrijfseconomie aan de faculteit. In 1972 ging hij hier met emeritaat. Onder Thierry promoveerde in 1972 Willem Bos met het proefschrift Werkgeversorganisatie/ondernemingsorganisatie, en in 1973 Doede Keuning met het proefschrift Algemene systeemtheorie.
Met het boek Organisatie en leiding : terreinverkenning en ontwikkeling uit 1965 presenteerde Thierry een van de eerste boeken in Nederland over bedrijfskunde vanuit een systeemtheoretische perspectief. De tweede uitgave van dit boek gaf hij de subtitel mee van "inleiding tot de traditionele theorie en de moderne systeem- en procesbenadering". Deze uitgave bleef hij bijwerken en beleefde in 1973 een zesde druk.

### Familie
Zijn zoon is Hendrik (Henk) Thierry, geboren 25 september 1938 in Den Haag, was hoogleraar Arbeidspsychologie aan de Universiteit van Amsterdam van 1975 tot 1993, en is sindsdien emeritus hoogleraar.

## Werk

### Pensioenvoorziening in het particulier bedrijf
In 1930 promoveerde Thierry in Rotterdam op het proefschrift Pensioenvoorziening in het particulier bedrijf. Dit onderwerp was in die tijd erg actueel geworden, aangezien grotere bedrijven eigen pensioenregelingen voor hun personeel hadden ingevoerd. In andere bedrijven werden gemeenschappelijke voorzieningen getroffen.
In die tijd bestond er over dit onderwerp nog nauwelijks literatuur of theoretische beschouwing. Thierry had vastgesteld, dat pensioenvoorziening in de basis een vraagstuk van verzekering is waarbij dezelfde grondbeginselen golden. In zijn proefschrift gaf hij verder een historisch overzicht van de opkomst van het pensioenvraagstuk, en de aanzetten en motieven daarbij van arbeiders en ondernemers.

### De bedrijfseconomie en de mens
In de oratie "De bedrijfseconomie en de mens" uit 1953 gaat Thierry in op rol van de mens in de bedrijfseconomie. Dit was niet naar ieders tevredenheid. Zo stelde De Jong (1954):
"...Ten onrechte kent H. Thierry, „De bedrijfseconomie en de mens", oratie, Arnhem 1953, pag. 12 e.v. aan de mens in de bedrijfseconomie te veel betekenis toe. De mens kan niet als object van de bedrijfseconomie worden gezien, aangezien de specifieke vraagstelling criterium is voor de specifieke rol welke de bedrijfseconomie vervult."
De Jong (1954) verklaarde nader:
"Zien wij goed, dan ontkomt Thierry niet aan de verwarring, waarop reeds door Schafer is gewezen, van twee verschillende problemen. Enerzijds de betekenis van de bestudering van de menselijke factor in de bedrijfshuishouding voor de bedrijfseconoom en anderzijds de opname van de menselijke factor in de bedrijfseconomische theorie. Aan de andere kant is hij zich van dit onderscheid wel bewust. In zijn conclusie zegt Thierry nl., dat de herontdekking van de mens (d.i. de omstandigheid, dat de mens een sociaal-voelend en redelijk-denkend wezen is en dus principieel verschilt van de machine) èn de bedrijfseconomie èn de bedrijfseconoom voor nieuwe vraagstukken stelt. Hij eindigt zijn beschouwing met er op te wijzen, dat bij de wetenschappelijke vorming van de bedrijfseconoom, aan die herontdekking van de mens aandacht moet worden besteed."

### Het object van de bedrijfseconomie
In de tweede helft van de 20ste eeuw was discussie binnen de bedrijfseconomie over het object van de bedrijfseconomie, die al dan niet begrensd diende te worden. In een studie over de ziekenhuissector vatte de Jong (1967) dit als volgt samen:
"...De opvatting dat de bedrijfseconomie zich dient te beperken tot de verklaring van de economische verschijnselen, welke zich in de onderneming voordoen, vindt - zij het steeds minder- in de ziekenhuissector nog wel aanhang. Vele voorname auteurs echter - wij noemen Ten Doesschate, Limperg en Thierry - nemen het standpunt in, dat de bedrijfseconomie van betekenis is voor de analyse van de verschijnselen, die zich in iedere bedrijfshuishouding voordoen, daar ook de behartiging van het algemeen belang tot haar taak behoort.
Een argument dat Thierry had gebruikt voor zijn stellingname was volgens Van Straaten (1957):
"Thierry stelt, dat men door het produceren voor de ruil als kenmerk van de bedrijfshuishouding te zien, het object van de bedrijfshuishoudkunde op ongerechtvaardige wijze beperkt. Overheidsdiensten welke werken zonder adequate vergoeding, worden dan immers uitgesloten...."
Over de stellingname van Thierry stelde L. Sterck (1962) verder:
"... [Thierry] merkt... op, dat het bedrijfseconomisch aspect wordt gekenmerkt door het streven naar een zo groot mogelijke positieve waardedifferentiatie. Alle factoren, die dit waardeverschil in positieve of in negatieve zin beïnvloeden, zal de bedrijfseconomie binnen haar gezichtskring moeten betrekken. 'Hiertoe behoort ook de mens, want het lijkt moeilijk voor bestrijding vatbaar, dat de mens en de intermenselijke verhoudingen een gunstige of ongunstige invloed kunnen uitoefenen op het bedrijfsresultaat.'..."

### Moderne organisatie als gecompliceerd geheel
In zijn boek Organisatie en leiding uit 1965 geeft Thierry in het tweede afsluitende deel een schets van de ontwikkeling van de theorie van organisatie en leiding. Na een schets van de oudere organisatietheorieën, zoals scientific management, human relations beweging, en motivatietheorie van Douglas McGregor, geeft Thierry een eerste schets van de organisatie als complex geheel van processen. De noodzaak voor een dergelijke zienswijze, verwoordde hij als volgt:
"De oudere organisatietheorieën... zagen de organisatie en het samenspel van de daarin werkende mensen veel te simplistisch - althans wat de klassieke theorie betreft -  veel te statisch. De moderne aanpak van de vraagstukken van organisatie en leiding is zich veel bewuster van de bewegingen, de stromen en processen, die zich afspelen tussen mensen, middelen en methoden."
Verschillende ontwikkelingen hadden volgens Thierry aanleiding gegeven tot deze nieuwe zienswijze, zoals de opkomst van het individualisme en genuanceerde inzichten in arbeidsmotivatie. De arbeider was geëmancipeerd tot werknemer, en de aard van de menselijke samenwerking werd beter begrepen. Organisaties hadden meeromvattende doeleinden gekregen, arbeid zelf was meer gespecialiseerd geworden, en de besluitvormingsprocessen waren van karakter veranderd.
In 1965 stelde Thierry, dat men binnen de organisatie uitgaande van de formele lijnorganisatie vijf soorten processen kan onderscheiden:
1. De functionele processen, ofwel de functionele en stafrelaties tussen specialisten.
2. De sociometrische processen, ofwel de gevoelsbetrekkingen tussen de betrokken werknemers.
3. De machtsprocessen, ofwel de uitoefening van gezag, autoriteit, beheersing en controle.
4. De processen van besluitvorming en beslissing, die in een netwerk van invloeden ontstaan.
5. De communicatie- en informatieprocessen, die horizontaal en verticaal kunnen verlopen, formeel en informeel, en schriftelijk en mondeling.

Deze opsomming is niet volledig, maar het zijn wel hoofdpunten waar de leiding zich op zal dienen te richten. De organisatie kan daarbij bezien worden als samenstel van, wat Thierry noemt, doelsystemen: delen die tot elkaar staan, en bepaald doel nastreven. Zowel het individu, als de kleine groep, als de organisatie als geheel kan als zodanig bezien worden.
Tegen deze achtergrond kan het bedrijf worden gezien als een sociaal systeem in een omgevingssysteem onderhevig aan krachten van verschillende aard: economisch, technologisch, sociaal, cultureel, en politiek. De omgeving draag een dynamisch karakter, en vereist van het bedrijf aanpassing en vernieuwing. In dit spanningsveld kan het bedrijf worden gezien als systeem van systemen met drie basiscomponenten: de mens, de machine en de methode.

## Waardering

### Gerrit Zalm en de algemene economie
Vanaf zijn aanstelling in 1953 heeft Thierry zo'n twintig jaar zijn stempel gedrukt op het economieonderwijs aan de Vrije Universiteit Amsterdam. In De romantische boekhouder uit 2009 geeft Gerrit Zalm een inkijk op deze studie in de begin jaren zeventig. Hij begint met een algemeen typering van de studie en zijn indruk van Thierry's collega-hoogleraren vanaf het moment dat hij ging studeren:
"Had me ingesteld op saaie, droge colleges, maar dat valt mee. Professor Wytzes (financiering), professor Traas (kosten- en winstvraagstukken) en professor De Roos (internationale economische betrekkingen) hebben niet alleen een goede reputatie, maar geven ook goed college. Dat geldt ook voor professor Knol, die prijstheorie geeft. Hij stottert enorm, maar laat zich daardoor niet uit het veld slaan. Hij legt aan de hand van de bloemkoolteelt de wet van de afnemende meeropbrengsten uit. Als een van de studenten – al dan niet van de weeromstuit – ook stottert, zegt hij stotterend terug: 'Meneer, wij kunnen met elkaar praten.' Geïntrigeerd ben ik door het vak economische groei, hoewel dat nogal wiskundig is. Vooral het bewijs, ik meen van Solow, dat een hoog investeringsniveau niet tot permanent hogere groei leidt, is op het eerste oog een paradox..."
Freek van Muiswinkel en Thierry hadden een bijzondere invloed op Zalm, zoals hij verder verwoord: 
"... De absolute top als docent is professor Van Muiswinkel, toen nog aangeduid als 'de jonge Van Muiswinkel'. Zijn vader was eerder ook al hoogleraar economie aan de VU, dus vandaar. Overigens is hij ook jong en knap, dat ziet zelfs mijn hetero-oog. Hij geeft het vak macro-economie, dat eind jaren zestig nog helemaal in de keynesiaanse traditie staat. Zijn uitleg over het. IS-LM-model van Hicks is meeslepend, alsof hij een wonder openbaart. Hij geeft bij mij de doorslag om algemene economie te gaan studeren en om mijn aanvankelijk voornemen om bedrijfseconomie te gaan doen, te laten varen. Algemene economie kent paradoxen, mysteries en strijdigheden. Dat is pas interessant. Dat professor Thierry, die organisatie en leiding geeft, zijn eerste college nodig heeft om te 'bewijzen' dat bedrijfseconomie ook wetenschap is, is ook al een stimulans om te kiezen voor algemene economie..."
Door van Muiswinkel en Thierry won hij Gerrit Zalm de "wetenschappelijke romantiek.. het van de boekhouder."

### Doede Keuning en de systeemdenken
In het proefschrift Algemene systeemtheorie, systeembenadering en organisatietheorie van Doede Keuning (1973) heeft  Thierry als promotor richting gegeven aan dat werk. Keuning stelde op zijn beurt, dat Thierry en Jacob Louis Mey in afzonderlijke presentaties de systeemtheorie in de Nederlandse bedrijfseconomische organisatie-literatuur geïntroduceerd hebben.
De systeemtheoretische schets van de onderneming is door Doede Keuning en Jan Eppink verder uitgewerkt in hun boek Management en Organisatie uit 1978, en verder door Doede Keuning als hoogleraar aan de Vrije Universiteit Amsterdam onderwezen. Het boek zelf werd een klassieker, een "soort Aap Noot Mies voor universitair geschoolde economen," waarvan in twintig jaar tijd meer dan 125 duizend exemplaren werden verkocht.
Thierry heeft deze lijn verder uitgewerkt in zijn boek uit 1972 getiteld De verantwoordelijkheid van de manager in de veranderende omgeving. Dit werk werd echter kritisch ontvangen in een artikel in het Economisch en sociaal tijdschrift uit 1974, dat stelde:
"... De opvatting dat vanuit de algemene systeemtheorie een herconceptualisering op het niveau der sociale systemen te verwachten zou zijn, achten we niet verdedigbaar. Wanneer men evenwel van de gedachte uitgaat dat analogie de spil is van het denken, dan moeten algemene gezichtspunten, verbale modellen en algemene wetmatigheden die behoren tot de algemene systeemtheorie, als denkmodel worden aangewend op specifieke systeemniveaus. Een dergelijke « cross-level »-interpretatie kan er o.i. in hoge mate toe bijdragen de grenzen van overeenkomst tussen verschillende objecten van studie te markeren..."

### J. F. Sinke en het agologisch denken
Buiten de economie vond Thierry's werk ook enige. Zo bevestigde Sinke (1974) in zijn Agologisch denken en sociale context, dat elke organisatie mechanismen dient te ontwikkelen om zich optimaal te kunnen aanpassen aan externe machtssystemen. Thierry had immers vanuit systeemtheorie gesteld, dat: 
"de omgeving, waarbinnen een bedrijf — hetzelfde geldt ook voor een vereniging, kerk of een ander (kleiner) samenlevingsverband - werkt is steeds ingewikkelder geworden. De technologische, sociale en juridische structuren en processen, waarmee het moderne bedrijf te maken heeft, zijn vaak uitermate gecompliceerd..."
Zoals gezegd is ieder bedrijf onderhevig aan krachten uit de omgeving: economische, technologische, sociale, culturele en politieke krachten.

## Publicaties
- H. Thierry. Pensioenvoorziening in het particulier bedrijf. Thèse Nederlandsche Handelshoogeschool te Rotterdam, 1930.
- H. Thierry. Algemene economie en bedrijfseconomie. Arnhem : Van der Wiel, 1947.
- H. Thierry. Pensioen- en spaarfondsen in de private sector van het economisch leven. Alphen aan den Rijn : Samsom, 1952.
- H. Thierry. De bedrijfseconomie en de mens. Inaugurele rede V.U. Amsterdam. Arnhem : Van der Wiel, 1953.
- H. Thierry. Organisatie en leiding : terreinverkenning en ontwikkeling. Leiden : Stenfert Kroese, 1965.
- H. Thierry. De verantwoordelijkheid van de manager in de veranderende omgeving. Leiden : Stenfert Kroese, 1972.